# Сорвела (Салерно)
Сорвела је насеље у Италији у округу Салерно, региону Кампанија.
Према процени из 2011. у насељу је живело 20 становника. Насеље се налази на надморској висини од 36 м.